# Бакиева, Татьяна Васильевна
Татья́на Васи́льевна Баки́ева (урождённая Петро́ва; кирг. Татьяна Васильевна Бакиева; род. 1940-е, Куйбышев) — супруга бывшего президента Кыргызстана Курманбека Бакиева. Первая леди Кыргызстана с 2005 по 2010 год.

## Биография
Татьяна Петрова родилась в Куйбышеве (ныне Самара). По национальности русская. Семья Петровых проживала в районе Студёного Оврага (в настоящее время на месте их дома расположена насосная станция). Выросла в Молдавской ССР.
Училась в Куйбышевском политехническом институте (ныне Самарский государственный технический университет). По специальности инженер-технолог. Во время учёбы познакомилась с будущим мужем — Курманбеком Бакиевым, который позже станет президентом Кыргызстана.
Трудовую деятельность начала в 1971 году в Куйбышеве на крупных промышленных предприятиях, таких как Завод имени Масленникова.
В 1979 году вся семья Татьяны переехала в родной для Бакиева Кыргызстан и поселилась в Джалал-Абаде. Непродолжительное время она возглавляла Чуйское региональное отделение фонда «Мээрим», который основала её предшественница на посту первой леди Майрам Акаева. После тюльпановой революции в 2005 году её муж Курманбек Бакиев стал президентом, а она стала первой леди страны. До того, как стать первой леди страны, Татьяна Бакиева была домохозяйкой. Находясь на должности первой леди, она проявила минимальную активность, ограничившись сопровождением супруга на официальных встречах и посещением различных государственных мероприятий. В одном из своих интервью она резко высказалась о супруге первого президента Кыргызстана Аскара Акаева:
Я не хочу, чтобы моё имя когда-нибудь стояло рядом с именем Майрам Акаевой. Мы с ней как два полюса – Северный и Южный, как белое и чёрное.
После переворота 2010 года в Кыргызстане Татьяна Бакиева некоторое время проживала в Минске (с апреля 2010 года) со своей семьёй, но уехала из страны. На 2017 год её местонахождение неизвестно.
Получила в Кыргызстане прозвище «блондинка из Самары».

## Личная жизнь
Знакомство Татьяны с будущим президентом Кыргызстана Курманбеком Бакиевым произошло на вокзале в конце 1960-х годов в Куйбышеве. Тогда Бакиев, как и Татьяна, учился в Куйбышевском политинституте. Следующая встреча Татьяны и Закира (так звали Курманбека Бакиева в студенчестве) произошла через пару дней. Будущие супруги встречались почти год. Родители Татьяны отнеслись к браку с Бакиевым отрицательным образом, спросив её, почему она встречается с киргизом, а не с русским. Однако вопреки этому в 1970 году супруги помолвились. В 1972 году у них родился первый сын Марат, а в 1977 году второй сын Максим.
Имела старшего брата-геолога, в 33 года он погиб на острове Сахалин.
Владеет русским (родной язык) и киргизским языками.